# نان فطیر
فطیر نانی را گویند که خمیر آن را عامل ورآورنده نزده باشند و برنیامده و نرسیده باشد. این نان بافت خاصی داشته و حالت بیات شده دارد. در واقع خمیر این نان مانند نان‌های دیگر نرسیده‌است.
همچنین انواعی از نان و نان شیرینی محلی با نام فطیر در نواحی ایران پخته می‌شود که ممکن است از مخمر نان‏ برای درست کردن آن استفاده شود.

## در نواحی ایران
در ایران انواع مختلفی نان محلی یا شیرینی است که در برخی از استان‌های ایران (از جمله استان مرکزی، استان خراسان رضوی، استان همدان، استان زنجان، استان آذربایجان شرقی، استان آذربایجان غربی، استان اردبیل، استان لرستان و استان چهارمحال و بختیاری) تهیه و استفاده می‌شود.
نان شیرینی فطیر از آرد، شکر، تخم مرغ و مواد دیگر تشکیل شده‌است و مانند نان آن را در تنور پخت می‌کنند. فطیر انواع مختلفی از جمله کسمه و شیرمال دارد. انواع مختلفی از این نان شیرینی محلی در نقاط مختلف ایران پخته می‌شود و از معروف‌ترین آن‌ها فطیر اراک، ملایر، و فطیر طالقان است. یکی از این انواع، شیرینی است به نام توتک که در ساوه، و مامونیه (زرندیه) پخته می‌شود. لازم است ذکر شود که  مشابه از این شیرینی را در شهر نهاوند و خرم‌آباد ایران می‌توان به نام کلوا یافت.
درکوچ گردان بختیاری یک گونه نان بسیار نازک را با وردنه پهن کرده و روی تاوه می‌پزند و چون خمیر آن کمتر ور می‌آید به آن پتیر یا فتیر می‌گویند. همانی ست که در کرمانشاه نان ساج می‌گویند. نام دیگر این نان در بختیاری نان «تیری» ست. به وردنهٔ باریک و بلندی که چانه را پهن می‌کنند «تیر» می‌گویند.

### فطیر اراک

در اراک و شهرهای مرکزی ایران، نوعی نان شیرمال را که روی آن زردچوبه زنند و به اندازه‌های کوچک در تنور پزند فطیر می‌گویند و خمیر اینگونه نان را مایهٔ ترش نمی‌زنند. معمولاً روغن و شیرهٔ انگور یا خردهٔ قند نیز به خمیر آن می‌افزایند و این نان را برای زمستان یا نوروز بیشتر تهیه می‌کنند.

### فطیر ملایر
در تداول مردم ملایر، نوعی نان شیرمال را که روی آن زرده تخم مرغ زنند و به اندازه‌های کوچک در تنور پزند فطیر می‌گویند و خمیر اینگونه نان را مایهٔ ترش نمی‌زنند. معمولاً روغن و شیرهٔ انگور یا خردهٔ قند و شیر تازه گاو یا گوسفند نیز به خمیر آن می‌افزایند و این نان را برای زمستان یا نوروز بیشتر تهیه می‌کنند. فطیر در روستاهای ملایر قدمتی دیرینه دارد.

### کاکولی چهارمحال و بختیاری
کاکولی نام نوعی از نان فطیر است که در شهرستان های استان چهارمحال و بختیاری پخت می‌شود و از سوغات آنها به شمار می‌آید.

### فطیر گناباد
در تداول مردم گناباد، فطیر دو معنی دارد: یکی نانی که مایه یا خمیر ترش به آن نزنند و دیگر نان روغنی.

### فطیر بستان‌آباد
فطیر شهر بستان آباد نوعی نان سنتی این شهر است که به صورت دو نوع شیرین و ساده با طعم افزوده شده زنجبیل پخته و عرضه می‌شود. در بستان آباد بسیاری از مراکز فروش فطیر همان مراکز پخت فطیر (فطیرپزی‌ها) هستند.

### فطیر مهربان

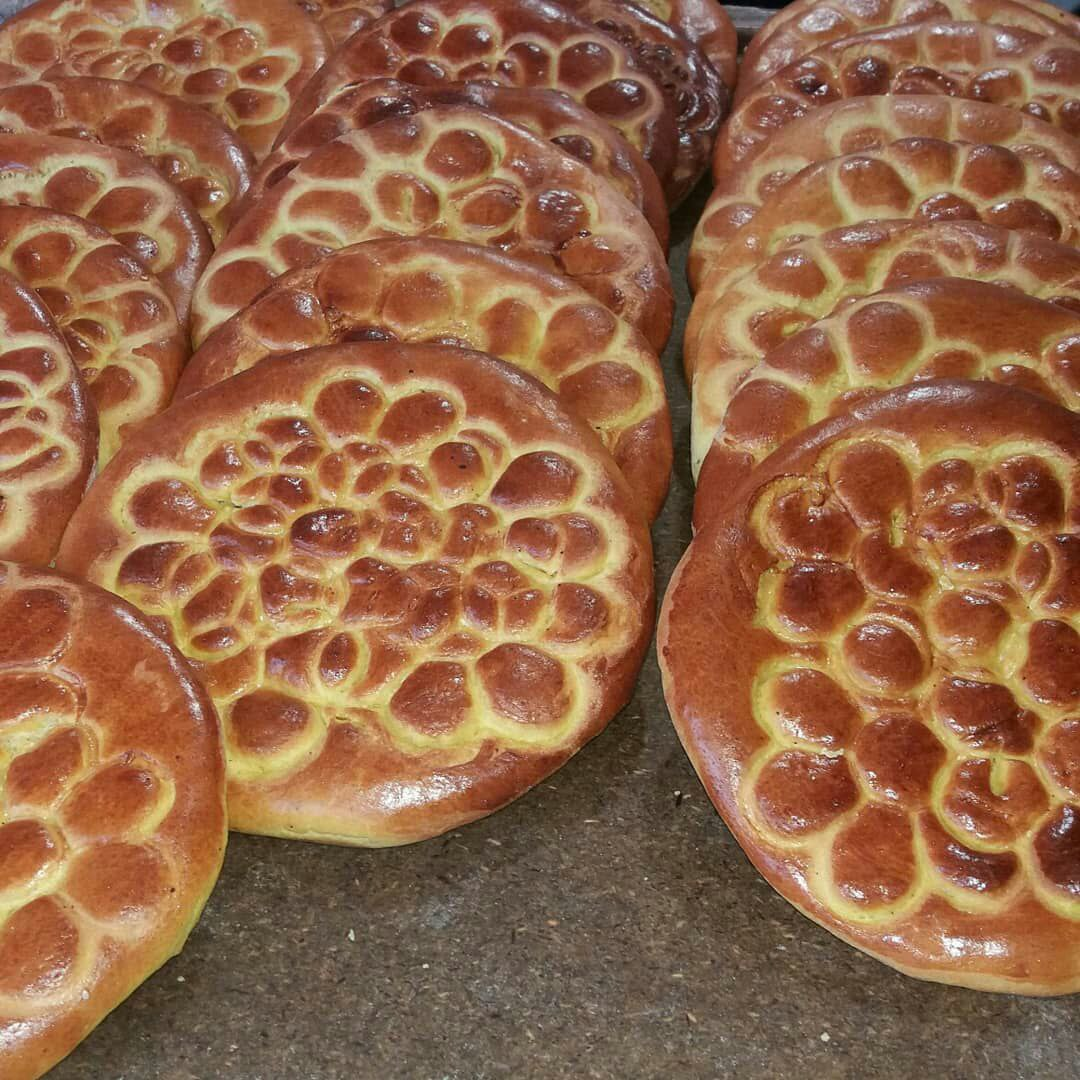
فطیر مهربان

نان سنتی مهربان از توابع شهرستان سراب در آذربایجان شرقی؛ در تنورهای آتش تهیه می‌شود و معمولاً در صبحانه و عصرانه میل می‌شود. هم‌اکنون پخت فطیر مهربان به روش فر نیز مرسوم می‌باشد که خوشمزگی خاص خود را دارد. این نان شیرین دایره‌ای شکل پخت می‌شود. البته فطیر شهر مهربان دارای شهرت جهانی بودهو از قدمت فراوانی برخوردار است و جزء سوغات این شهرمحسوب می‌شود که به دو دسته (شیرین) و (معمولی) تقسیم می‌شود که مردم شهرستان همراه مربا گل محمدی که خودشان درست می‌کنند میل می‌کنند.

### فطیر گردویی یا پنیری
در برخی مناطق استان زنجان مخصوصاً شهرستان طارم این نوع نان به عنوان عصرانه مورد استفاده قرار می‌گیرد؛ و از ترکیب پنیر و سبزی‌های محلی و خمیر تهیه می‌گردد.
این نان در روستای پازکی خیلی مورد استفاده قرار می‌گیرد و از گردو نیز در مواد آن استفاده می‌کنند و به زبان محلی شورلی فطیر نام دارد.

### فطیر سبزوار
این فطیر که بیشتر در روستای ریوند تهیه می‌شود از سوغاتی‌های مشهور سبزوار است. ترکیبات آن خمیر فطیر، روغن حیوانی، گردو، پیازداغ است.

### فتیرمسکه
با ترکیب کره محلی گوسفندی یا گاوی و شکر فراوان و نان محلی درست می‌شود، یکی از پر طرفدارترین غذاهای محلی خراسان شمالی به خصوص روستاهای اطراف بجنورد است. در ابتدا مقدار زیادی کره را داخل قابلمه می‌گذاریم بعد از آب شدن آن یک تیکه نان روی آن و مقدار بسیار زیادی شکر و یک تیکه دیگر کره روی آن و به همین ترتیب لایه‌های بعدی را می‌گذاریم و درب قابلمه بسته می‌شود تا به آرامی کره روی نان‌ها آب شود و شکر به خورد نان‌ها برود و بعد آماده خوردن است.

## در مراسم و آیین‌ها

### در یهودیت

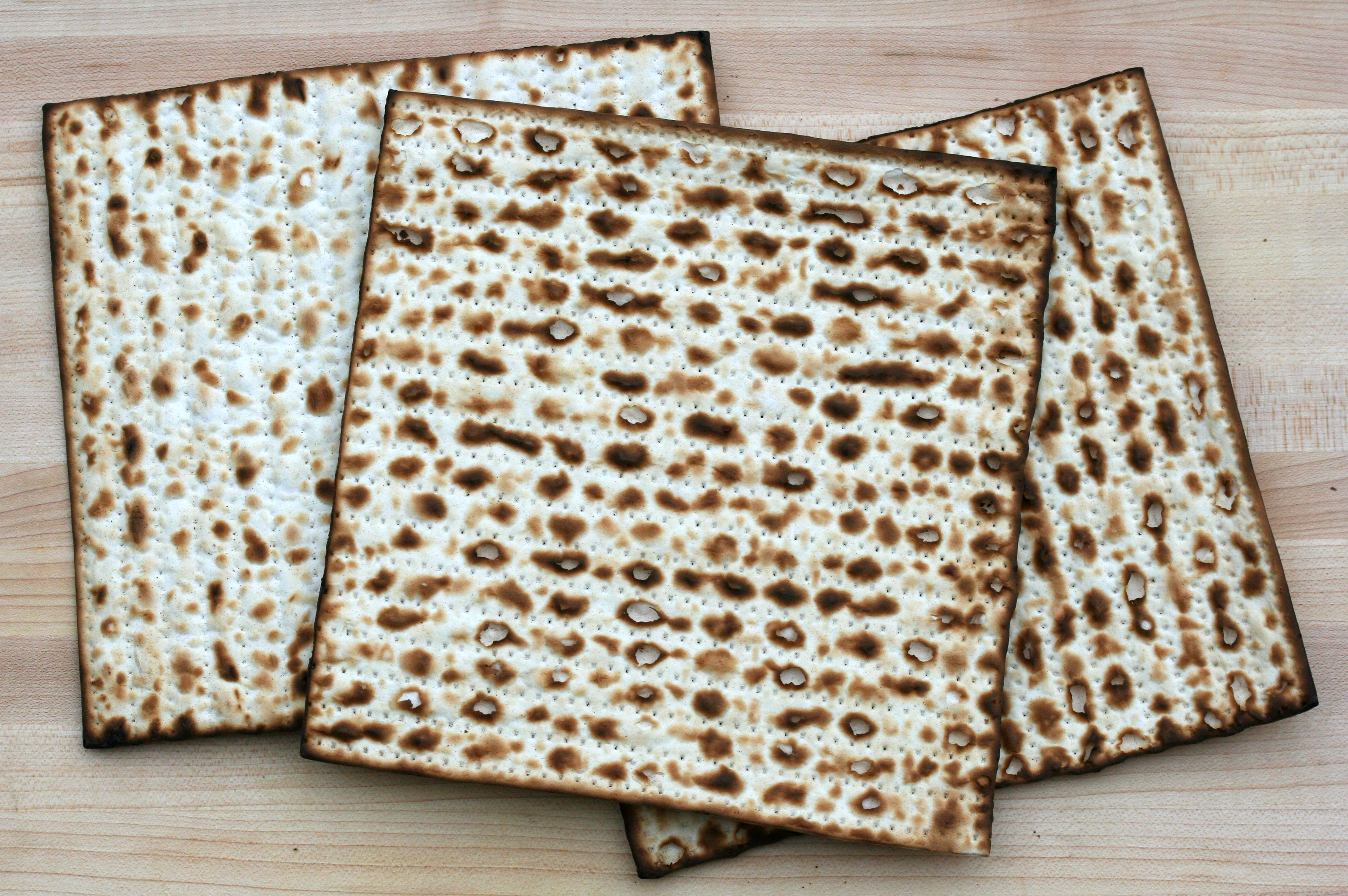
چند مصا (فطیر) یهودیان

مصا: در عید پسح (یا عید فطیر یا مصاها) مصرف می‌شود. یهودیان معتقدند از آنجا که بنی اسراییل هنگام خروج از مصر فرصت کافی برای تهیه خمیر جهت پخت نان نداشتند، مجبور شدند با خمیر ترش نشده (فطیر) نان فطیر بپزند. فطیر در زبان عبری مَصا نام دارد. یهودیان امروزه در عید فطیر تنها نان فطیر می‌خورند.

### در مسیحیت
مراسم عشای ربانی عید پاک: بنا بر اعتقاد مسیحیان کاتولیک و برخی از ارتدکس‌ها، مسیح به شاگردان خود گفت که شام پسح (فصح) را یک روز جلوتر آماده کنید و این شام را نه «به یاد فصح» بلکه به «یاد من» به‌جا آورید. روز فصح عیسی به صلیب کشیده شد و آخرین غذای عیسی با پیروانش شام آخر نام گرفت.

## تأثیر بر کمبود روی
در سال ۲۰۰۰، روان‌شناس و متفکر مالتی، ادوارد دوبونو به یک کمیته دفتر خارجه بریتانیا توصیه کرد که درگیری اعراب و اسرائیل ممکن است تا حدی به دلیل سطوح پایین روی باشد که در افرادی که نان فطیر (نان بدون مخمر) می‌خورند وجود دارد. ادوارد دوبونو استدلال کرد که سطح پایین روی منجر به افزایش پرخاشگری می‌شود. او پیشنهاد کرد که برای جبران مارمیت (عصاره مخمر) به منطقه ارسال شود.